# District de Dibër
Pour les articles homonymes, voir Dibër.
Le district de Dibër est un des 36 districts autonomes de l'Albanie. Sa superficie est de 761 km2 et sa population de 100 000 habitants. La capitale du district est Peshkopi. Le district dépend de la préfecture de Dibër.
Le district est enclavé entre les districts albanais de Kukës, Mirditë, Bulqizë, Mat, la partie albanophone de la Macédoine et le Kosovo.

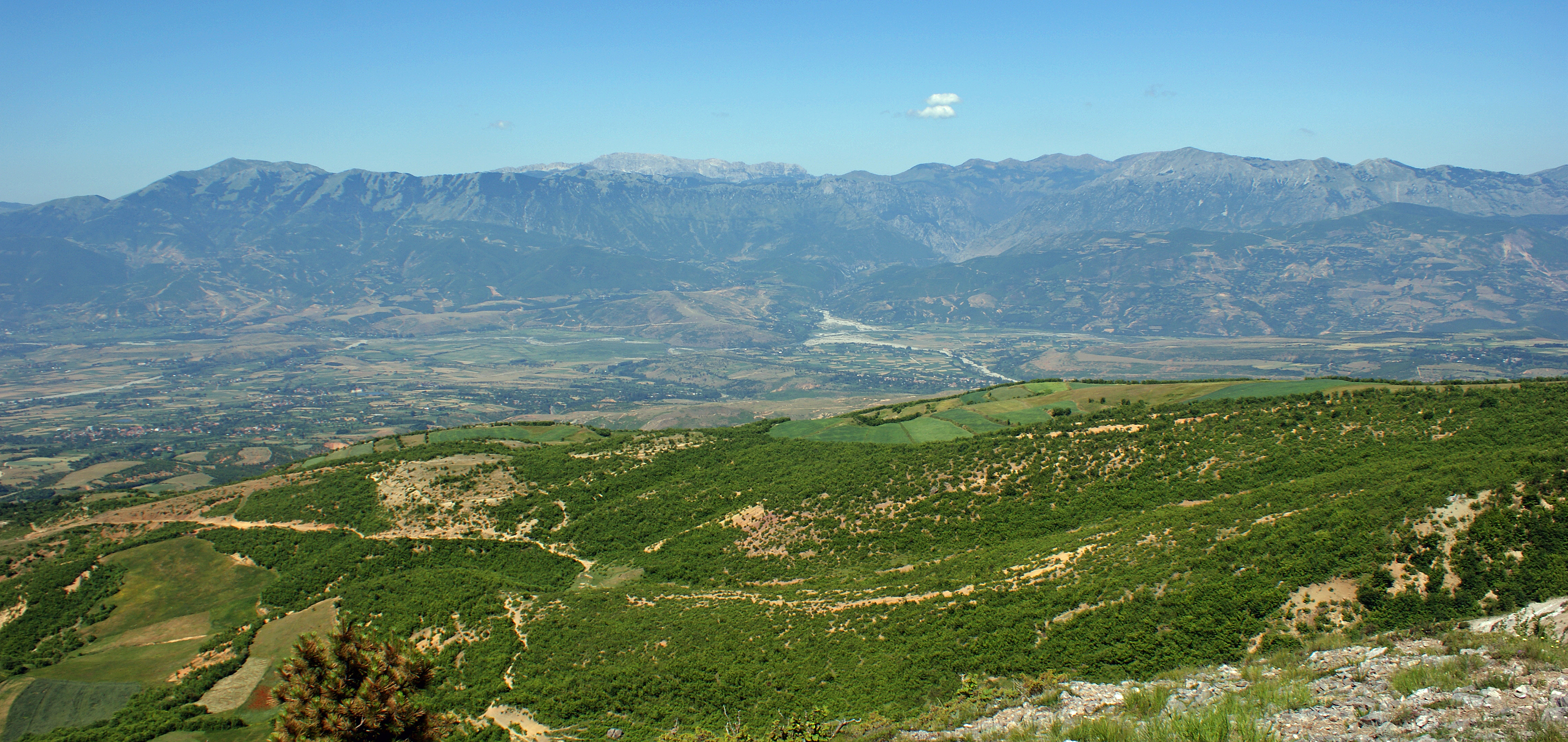
Vallée de la Drin
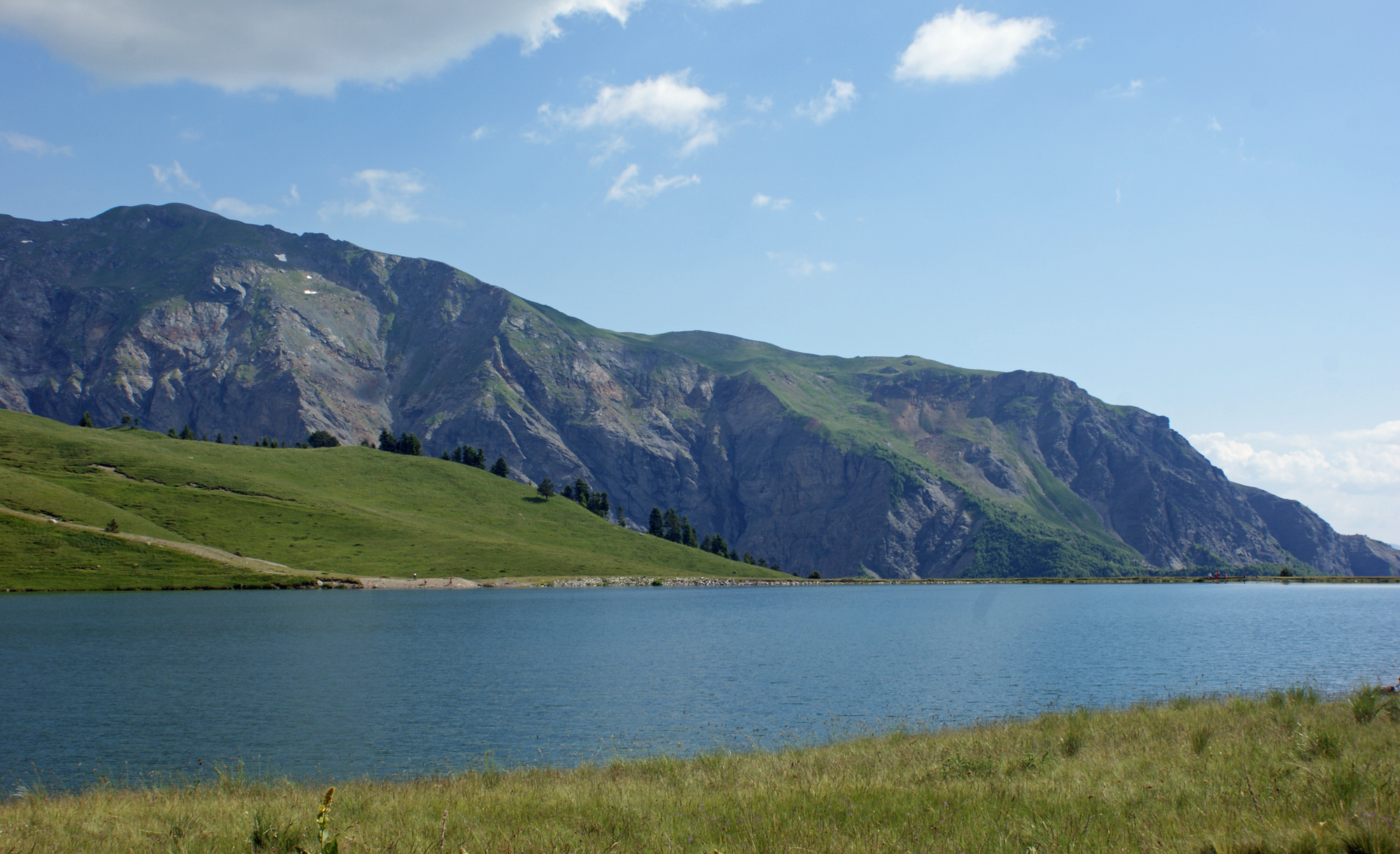
Lac Gramë